# ドリーム・オン・ドリーム
「ドリーム・オン・ドリーム」は、1979年1月25日に発売された高田みづえの8枚目のシングル。

## 解説
- 前々作「なぜ…」以来2作振りに島武実が作詞を、宇崎竜童が作曲を手掛けた（但し、島は「なぜ…」の補作詞担当であった為、本作詞として手掛けるのは3枚目のシングル「ビードロ恋細工」以来5作振りとなる）。

## 収録曲
- 両楽曲共に、作詞：島武実／作曲：宇崎竜童／編曲：船山基紀

1. ドリーム・オン・ドリーム（3分35秒）
2. 告白びより（3分26秒）